# Jon Bellion
Jonathan David Bellion (* 26. Dezember 1990 in Lake Grove, Long Island, NY), genannt Jon Bellion, ist ein US-amerikanischer Popmusiker und Songwriter.

## Karriere
Jon Bellion war in seiner Jugend auch ein passabler Basketballspieler. Während seiner High-School-Zeit entdeckte er aber sein musikalisches Talent und begann auf dem Keyboard seines Bruders Lieder zu komponieren. Nach der Schule ging er aufs örtliche Five Towns College, er belegte dort Musikkurse und machte seinen Abschluss. Schon während der College-Zeit trat er auch auf Long Island auf.
2011 begann er mit dem Veröffentlichen von Mixtapes und erregte gleich mit dem ersten Scattered Thoughts Vol. 1 so viel Aufmerksamkeit, dass er ein Jahr später einen Vertrag als Songwriter bekam. Im selben Jahr schrieb er mit Jason Derulo zusammen dessen Hit Trumpets, der Platz 1 in Australien und in vielen anderen Ländern die Top 10 erreichte. Ebenso war er am Song The Monster beteiligt, der für Eminem und Rihanna in vielen Ländern ein Nummer-eins-Hit wurde und ihnen einen Grammy Award einbrachte. Damit und durch seine Internetveröffentlichungen gewann Bellion genug Aufmerksamkeit für eine eigene Musikerkarriere. Dazu ging er auch ausgiebig auf Tour. Erstmals selbst in die Charts kam er 2015 als Gastsänger auf der Single Beautiful Now von Zedd, die sich in den Billboard Hot 100 platzieren konnte.
Für 2016 stellte Bellion sein Debütalbum fertig und veröffentlichte vorab den Song All Time Low. Mit dem Album The Human Condition konnte er im Juni auf Platz 5 der US-Albumcharts einsteigen. Wenig später stieg auch All Time Low bis in die Top 20 der Singlecharts und erreichte Platinstatus. Anfang 2017 wurde das Lied auch in Europa veröffentlicht und konnte sich unter anderem in den deutschsprachigen Ländern in den Charts platzieren.
Als Songwriter war er unter anderem für Maroon 5, Eminem, Justin Bieber, Jason Derulo und Miley Cyrus tätig.

## Diskografie
Alben
- The Human Condition (2016)
- The Separation (2017)
- The Definition (2017)
- Growth Limited Edition Box (2017) (5 LPs)
- Glory Sound Prep (2018)
- Father Figure (2025)

Mixtapes
- Scattered Thoughts Vol. 1 (2011)
- Translations Through Speakers (2013)
- The Separation (2013)
- The Definition (2014)

Singles
- Woke The F*ck Up (2015, US: Gold)
- Guillotine (feat. Travis Mendes, 2016)
- 80’s Films (2016)
- Maybe IDK (2016)
- All Time Low (2016)
- Overwhelming (2017, US: Gold)
- Conversations with My Wife (2018)
- JT (2018)
- Stupid Deep (2018)
- Crop Circles (2019)
- I FEEL IT (feat. Burna Boy, 2021)

Gastbeiträge
- Beautiful Now (Zedd feat. Jon Bellion, 2015)
- Rat Race (Andy Mineo feat. Jon Bellion, 2015)
- Dead Presidents (Travis Mendes feat. Jon Bellion, 2016)
- Obsession (Vice feat. Jon Bellion, 2017)
- Good Things Fall Apart (Illenium feat. Jon Bellion, 2019, US: ×2Doppelplatin )

## Auszeichnungen für Musikverkäufe
| Goldene Schallplatte - Brasilien - 2024: für die Single Good Things Fall Apart - Dänemark - 2020: für das Album The Human Condition - Italien - 2016: für die Single Beautiful Now - 2017: für die Single All Time Low - Japan - 2023: für das Streaming Beautiful Now - Kanada - 2017: für das Album The Human Condition - Schweden - 2017: für die Single All Time Low - Spanien - 2024: für die Single Beautiful Now | Platin-Schallplatte - Australien - 2025: für die Single Beautiful Now - Brasilien - 2024: für die Single All Time Low - 2024: für die Single Beautiful Now - Dänemark - 2020: für die Single All Time Low - Neuseeland - 2023: für das Album The Human Condition - Polen - 2016: für die Single Beautiful Now 2× Platin-Schallplatte - Australien - 2017: für die Single All Time Low - Kanada - 2017: für die Single All Time Low - Polen - 2021: für die Single All Time Low 3× Platin-Schallplatte - Neuseeland - 2021: für die Single All Time Low |

Anmerkung: Auszeichnungen in Ländern aus den Charttabellen bzw. Chartboxen sind in ebendiesen zu finden.
| Land/RegionAuszeichnungen für Musikverkäufe (Land/Region, Auszeichnungen, Verkäufe, Quellen) | Gold       | Platin       | Verkäufe  | Quellen              |
| -------------------------------------------------------------------------------------------- | ---------- | ------------ | --------- | -------------------- |
| Australien (ARIA)                                                                            | —          | 3× Platin3   | 210.000   | aria.com.au          |
| Brasilien (PMB)                                                                              | Gold1      | 2× Platin2   | 140.000   | pro-musicabr.org.br  |
| Dänemark (IFPI)                                                                              | Gold1      | Platin1      | 100.000   | ifpi.dk              |
| Deutschland (BVMI)                                                                           | Gold1      | —            | 200.000   | musikindustrie.de    |
| Italien (FIMI)                                                                               | 2× Gold2   | —            | 50.000    | fimi.it              |
| Japan (RIAJ)                                                                                 | Gold1      | —            | —         | riaj.or.jp           |
| Kanada (MC)                                                                                  | Gold1      | 2× Platin2   | 200.000   | musiccanada.com      |
| Neuseeland (RMNZ)                                                                            | —          | 4× Platin4   | 105.000   | radioscope.co.nz NZ2 |
| Polen (ZPAV)                                                                                 | —          | 3× Platin3   | 120.000   | olis.pl              |
| Schweden (IFPI)                                                                              | Gold1      | —            | 20.000    | sverigetopplistan.se |
| Spanien (Promusicae)                                                                         | Gold1      | —            | 30.000    | elportaldemusica.es  |
| Vereinigte Staaten (RIAA)                                                                    | 3× Gold3   | 7× Platin7   | 8.500.000 | riaa.com             |
| Vereinigtes Königreich (BPI)                                                                 | Gold1      | —            | 400.000   | bpi.co.uk            |
| Insgesamt                                                                                    | 13× Gold13 | 22× Platin22 |           |                      |